# عربة الأسرار
عربة الأسرار (بالكورية: 트롤리)؛ هو مسلسل تلفزيوني كوري جنوبي، كيم هيون-جو، بارك هي-سون. عرض على قناة إس بي إس في 19 ديسمبر، 2022 الى فبراير 2023 ، بث كل يوم الإثنين والثلاثاء. وهو ايضاً متاح على نتفليكس عالمياً.

## القصة
قصة زوجة عضو مجلس الأمة عاشت بهدوء وهي تخفي ماضي، والمعضلات والاختيارات التي سيواجهها الزوجان حيث يتم الكشف عن أسرارها للعالم.

## طاقم
- كيم هيون-جو في دور كيم هاي جوو[8]

زوجة عضو مجلس الأمة. تدير مسكن لترميم الكتب.
- بارك هي-سو في دور نام جونغ دو[9]

عضو مرموق في مجلس الأمة.
- كيم مو يول في دور جانغ وو جاي[10]

كبير مساعدي نام جونغ دو، الذي يثق به أكثر.
- ريو هيون كيونغ بدور جين سونغ هي[11]

صديقة كيم هاي جو في المدرسة الثانوية وزوجة سياسي.
- كي تاي يونغ في دور تشوي كي يونغ[12]

زوج جين سونغ هي.
- تشونغ سو بين في دور كيم سو بين[5]

تعيش في منزل جماعي بسبب طلاق والديها.
- جونغ سون وون في دور مين سيوك[13]

مساعد نام جونغ دو
- تشوي سو ايم في دور تشوي جا يونغ[14]

بعد التخرج من الكلية، تقدمت لشغل منصب سكرتيرة نام جونغ دو.
- كيم مي كيونغ في دور وو جين سيوك[15]

عضوة مجلس الأمة من قاضٍية إلى منصب رئيسة الحزب.
- تشوي ميونغ بن في دور نام يون سيو[16]

ابنه نام جونغ دو وكيم هي-جو.
- سيو جيونغ يون في دور هيون يو-جين[17]

صديقة كيم هيي-جو المقرب.
- يون سا بونغ في دور كيم بيت نا[18]
- جانغ جوانغ في دور كانغ سون هونغ[19]

## المشاهدات
| الموسم | الموسم | رقم الحلقة | رقم الحلقة | رقم الحلقة  | رقم الحلقة | رقم الحلقة  | رقم الحلقة  | رقم الحلقة | رقم الحلقة | رقم الحلقة | رقم الحلقة | رقم الحلقة  | رقم الحلقة | رقم الحلقة  | رقم الحلقة | رقم الحلقة | رقم الحلقة | المتوسط     |
| الموسم | الموسم | 1          | 2          | 3           | 4          | 5           | 6           | 7          | 8          | 9          | 10         | 11          | 12         | 13          | 14         | 15         | 16         | المتوسط     |
| ------ | ------ | ---------- | ---------- | ----------- | ---------- | ----------- | ----------- | ---------- | ---------- | ---------- | ---------- | ----------- | ---------- | ----------- | ---------- | ---------- | ---------- | ----------- |
|        | 1      | 795        | 728        | ستُعلن لاحقًا | 620        | ستُعلن لاحقًا | ستُعلن لاحقًا | 756        | 624        | 719        | 625        | ستُعلن لاحقًا | 551        | ستُعلن لاحقًا | 659        | 749        | 716        | ستُعلن لاحقًا |

| الحلقات | تاريخ البث     | تقييمات (نيلسن كوريا) | تقييمات (نيلسن كوريا) |
| الحلقات | تاريخ البث     | على الصعيد الوطني     | سيئول                 |
| ------- | -------------- | --------------------- | --------------------- |
| 1       | 19 ديسمبر 2022 | 4.6%                  | 4.7%                  |
| 2       | 20 ديسمبر 2022 | 4.5%                  | 5.1%                  |
| 3       | 26 ديسمبر 2022 | 3.8%                  | 4.0%                  |
| 4       | 27 ديسمبر 2022 | 3.6%                  | 3.9%                  |
| 5       | 2 يناير 2023   | 3.9%                  | 4.7%                  |
| 6       | 3 يناير 2023   | 3.5%                  | 4.2%                  |
| 7       | 9 يناير 2023   | 4.2%                  | 4.9%                  |
| 8       | 10 يناير 2023  | 3.7%                  | 4.0%                  |
| 9       | 16 يناير 2023  | 4.4%                  | 4.9%                  |
| 10      | 17 يناير 2023  | 3.3%                  | 3.3%                  |
| 11      | 30 يناير 2023  | 3.3%                  | 3.7%                  |
| 12      | 31 يناير 2023  | 3.5%                  | 3.9%                  |
| 13      | 6 فبراير 2023  | 3.6%                  | 4.3%                  |
| 14      | 7 فبراير 2023  | 3.6%                  | 3.9%                  |
| 15      | 13 فبراير 2023 | 4.2%                  | 4.7%                  |
| 16      | 14 فبراير 2023 | 4.2%                  | 4.7%                  |
| متوسط   | متوسط          | 3.9%                  | 4.3%                  |

## الإنتاج

### صناعة
المسلسل من تخطيط وإنتاج قسم الدراما SBS المعروف بـ إستوديو إس. ومن إخراج كيم مون كيو وهو أول عمل له. ومن كتابة ريو بو ري من اعمالها مسلسل هل تحب برامز (2020).

### طاقم
في البداية تم تأكيد ان الممثلة كيم ساي رون للعب دور كيم سو-بين. ومع ذلك، في 19 مايو 2022، أعلن عن انسحابها من المسلسل بسبب حادث القيادة تحت تأثير الكحول. في 2 يونيو 2022، أفيد أن الممثلة تشونغ سو بين كانت في محادثات لتحل محلها لدور كيم سو بين.

### الإصدار
في 6 سبتمبر 2022، أصدرت قناة إس بي إس أول عرض تشويقي للمسلسل، بجانب الإعلان عن تاريخ العرض الاول، من المقرر عرض المسلسل في ديسمبر 2022، سيبث يومي الاثنين والثلاثاء.

## روابط خارجية
- الموقع الرسمي
 (بالكورية)
- عربة الأسرار على موقع IMDb (الإنجليزية)
- عربة الأسرار على موقع روتن توميتوز (الإنجليزية)
- عربة الأسرار على موقع نتفليكس (الإنجليزية)
- عربة الأسرار على موقع فيلمافينيتي (الإسبانية)
- عربة الأسرار على موقع قاعدة بيانات الفيلم (الإنجليزية)
- عربة الأسرار على هانسينما